# Orani
Orani (en sard, Orane) és un municipi italià, dins de la província de Nuoro. L'any 2007 tenia 3.152 habitants. Es troba a la regió de Barbagia di Nuoro Limita amb els municipis de Benetutti (SS), Bolotana, Illorai (SS), Mamoiada, Nuoro, Oniferi, Orotelli, Ottana i Sarule.

## Administració
| Període | Identitat    | Partit        |
| ------- | ------------ | ------------- |
| 2005-   | Franco Pinna | Llista Cívica |